# غريت ستيرن
غريت ستيرن (بالإسبانية: Grete Stern؛ بالألمانية: Grete Stern) هي مصورة ورسامة ألمانية وأرجنتينية، ولدت في 9 مايو 1904 في إلبرفيلد في ألمانيا، وتوفيت في 24 ديسمبر 1999 في بوينس آيرس في الأرجنتين.